# Kerkpad Zuidzijde 111
De voormalige boerderij aan het Kerkpad Zuidzijde 111 is een gemeentelijk monument in Soest in de provincie Utrecht.
De huidige boerderij werd gebouwd in 1910, nadat de voorganger uit 1828 was afgebrand. E. Koot, zoon van de eigenaar, legde op 14 april 1910 de eerste steen voor de huidige dwarshuisboerderij. De nok loopt evenwijdig aan het Kerkpad. In de symmetrische voorgevel zitten vier vensters. Het achterhuis was van het type middenlangsdeel. Het pannendak is aan de achterzijde afgewolfd.